# اغبال (الجزایر)
اغبال (الجزایر) (به عربی: أغبال) یک شهرداری در الجزایر است که در استان تیپازه واقع شده‌است.